# Michal Lukeš
Michal Lukeš (* 30. dubna 1975) je český manažer, dlouholetý generální ředitel Národního muzea v Praze. Je vystudovaný historik a slovakista, na post v čele největšího českého muzea nastoupil roku 2002 ve věku 26 let.

## Život
Po absolvování gymnázia pokračoval obory historie a slovakistika na Filozofické fakultě Univerzity Karlovy. Těžištěm jeho zájmu se staly moderní české a slovenské dějiny. Moderním českým dějinám se na FF UK věnoval i během postgraduálního studia. 
Do Národního muzea nastoupil v roce 1993. Až do roku 1997 pracoval jako dokumentátor Oddělení novodobých českých dějin. V letech 1998–2001 byl náměstkem ředitele Divadla Bez zábradlí.
Roku 2002, když mu bylo 26 let, ho ministr kultury Pavel Dostál jmenoval ředitelem muzea.
V roce 2017 prosadil přes odpor některých politických stran a organizací odvážnou koncepci Panteonu Národního muzea a uvedl, že je čas na návrat k jeho původní koncepci a napravení tendenčních změn prosazených za komunistů.[zdroj⁠?!]

## Zajímavosti
- Ve funkci ředitele Národního muzea osvědčil smysl pro humor a recesi. V rozhovoru pro ČTK z 11. 6. 2017 uvedl, že z panteonu Národního muzea by měly „odejít" busty Julia Fučíka a Fráni Šrámka.[3] Když proti tomu některé organizace protestovaly, sdělil Lukeš veřejnosti, že šlo o „historický chyták". Busty Julia Fučíka a Zdeňka Nejedlého totiž byly odstraněny z panteonu již v roce 1991 a busta Fráni Šrámka v něm nikdy nebyla.[4]
- Pod jeho vedením Národní muzeum opravilo většinu svých zchátralých budov např. Národní památník na Vítkově, České muzeum hudby, Národopisné muzeum a vybudovalo moderní depozitární a laboratorní komplexy a zajistilo tak moderní péči o své sbírky.[zdroj⁠?!]
- Prosadil rekonstrukci budovy Národního muzea na Václavském náměstí a zajistil na ni finanční prostředky, získal pro Národní muzeum budovu bývalého Federálního shromáždění.[zdroj⁠?!]
- Ve 26 letech se stal nejmladším ředitelem národní kulturní instituce v Evropě a po více než 20 letech ve funkci byl jedním z nejdéle sloužících muzejních ředitelů.[zdroj⁠?!]
- Během 42 měsíců zajistil opravu budovy Národního muzea. Budova byla otevřena u příležitosti oslav 100. výročí od vzniku Československa 28. října 2018.
- 29. dubna 2019 mu slovenský prezident Andrej Kiska udělil nejvyšší slovenské vyznamenání pro cizince – Řád bílého dvojkříže II. stupně.
- V srpnu 2019 prohlásil, že si přeje účast egyptského prezidenta Abd al-Fattáha as-Sísího na zahájení unikátní výstavy Sluneční králové věnované světovým úspěchům českých egyptologů.[5] Prezident as-Sísí je známý už delší dobu ve světě kvůli krutosti a velkému počtu obětí v represi politických odpůrců.[6]
- 28. října 2019 mu prezident Miloš Zeman udělil státní vyznamenání České republiky – Medaile Za zásluhy I. třídy
- 31. srpna 2020 se Národnímu muzeu pod jeho vedením podařilo veřejnosti otevřít Výstavu Sluneční králové i přes koronavirovou situaci v Praze a ve světě. Stala se tak jednou z nejvýznamnějších zahraničních výstav uspořádanou v Národním muzeu a jedinou světovou výstavou, kterou se v Evropě na sklonku léta 2020 podařilo přes nebezpečí nákazy covid-19 realizovat.[7]
- V době epidemie nemoci covid-19 se jím řízené Národní muzeum rozhodlo investovat především do nových technologií,[8] tvorby nových moderních expozic a do nového stylu komunikace s návštěvníkem.[9] Díky této strategii se v letech 2021–2022 Národnímu muzeu podařilo otevřít nové moderní expozice s názvy Dějiny 20. století,[10] Dějiny,[11] Zázraky evoluce[12] a Okna do pravěku.[13] Nové expozice se brzy po otevření staly velice populárními a návštěvnost Národního muzea dosahovala i v době epidemie desítek tisíc návštěvníků měsíčně. Dnes Národní muzeum navštěvuje více než 1 000 000 návštěvníků ročně a muzeum se řadí mezi zajímavá a úspěšná světová muzea.[14]